# 1723 год в искусстве
События 1723 года в искусстве:
- После смерти сэра Готфрида Кнеллера его преемником на месте главного портретиста Георга I, короля Великобритании стал Чарльз Джервас, родом из Ирландии.
- Художник Уильям Айкман, родом из Шотландии, переезжает в Лондон, где поселяется как личный портретист сэра Джона Кэмпбелла, 2-го герцога Аргайла.
- Скульптор Марио Диаманти начинает работу над монументальным фасадом церкви святого Себастьяна в Палаццоло-Акреиде, в Сицилийском королевстве.

## Произведения
- Жан Ранс. «Портрет семьи испанского короля Филиппа V[англ.]» (см. илл.)
- Уильям Айкман. «Портрет леди Энн Кокрейн».
- Джованни Антонио Каналь, прозванный Каналетто. «Архитектурное каприччо» (первая подписанная и датированная работа художника).
- Томас Гибсон. «Портрет Джорджа Вертью».
- Кристиан Фридрих Цинке[англ.]. «Миниатюрный портрет Кэтрин Эдвин».

## Родились
- 3 февраля — Кэтрин Рид, шотландская портретистка (ум. 1778)
- 12 апреля — Франц Антон Бустелли, баварский скульптор-модельер изделий из фарфора (ум. 1763)
- 2 июля — Вацлав Бернард Амброси[англ.], чешский художник-миниатюрист (ум. 1806)
- 16 июля — Джошуа Рейнольдс, английский портретист (ум. 1792)
- 23 октября — Пьер Франсуа Басан, французский гравёр (ум. 1797)
- 14 ноября — Иоганн Людвиг Аберли, швейцарский пейзажист и гравёр (ум. 1786)

Дата неизвестна:
Джорджо Ансельми, итальянский живописец (ум. 1797)
Иоганн Карл Ауэрбах, австрийский живописец (ум. 1786)
Уильям Бейли, ирландский гравёр (ум. 1792)
Пьер Антуан Бодуэн, французский художник-миниатюрист и гравёр (ум. 1769)
Мария Каровски, шведский живописец (ум. 1793)
Джованни Баттиста Кьяппе, итальянский живописец (ум. 1765)
Гэвин Гамильтон, шотландский живописец (ум. 1798)
Джакомо Леонардис, итальянский гравёр (ум. 1794)
Доменико Квальо Старший, итальянский живописец (ум. 1760)
Икэно Тайга, японский живописец и каллиграф (ум. 1776)
Антонио Гонсалес Веласкес, испанский живописец (ум. 1793)

## Умерли
- 11 февраля — Хайнрих Майринг, немецкий скульптор (род. 1628)
- 19 октября — Готфрид Кнеллер, английский придворный живописец (род. 1646)
- 6 декабря — Амалия Пахельбель[англ.], немецкая художница (род. 1688)

Дата неизвестна:
Бартоломео Бимби, тосканский живописец (род. 1648)
Джачинто Гарофалини, итальянский живописец (род. 1661)
Алессандро Герардини, итальянский живописец (род. 1655)
Мария Каттарина Локателли, итальянская художница (род. неизвестно)
Анджело Массаротти, итальянский живописец (род. 1653)
Предположительно:
Йоханна Хелена Херольт, нидерландская художница (род. 1668)